# Bradfield St. Clare
Bradfield St. Clare är en by och en civil parish i distriktet West Suffolk i Suffolk i England. Orten har 140 invånare (2001). Den har en kyrka.